# Отделение международных экономических и политических исследований ИЭ РАН
Отделение международных экономических и политических исследований (ОМЭПИ) Института экономики РАН — научно-исследовательское учреждение РАН.
Ведёт сравнительный анализ общественных систем в современном мире, исследует международные отношения, политическое и экономическое положение в бывших социалистических странах Восточной Европы, Юго-Восточной Азии и Китае.
Адрес: Новочерёмушкинская улица, 46.

## История
Год создания 1960.
- С 1960 по 1990 — Институт экономики мировой социалистической системы (ИЭМСС) АН СССР
- С 1990 по 2005 — Институт международных экономических и политических исследований (ИМЭПИ) РАН

## Известные сотрудники
- Богомолов, Олег Тимофеевич, с 1969 по 1998 год директор
- Бухарин, Николай Иванович
- Делюсин, Лев Петрович
- Косолапов, Ричард Иванович
- Орлик, Игорь Иванович
- Плотников, Кирилл Никанорович
- Решетников, Леонид Петрович
- Рябушкин, Тимон Васильевич
- Симчера, Василий Михайлович
- Сорокин, Геннадий Михайлович, с 1961 по 1969 год директор
- Тихвинский, Сергей Леонидович
- Хейфец, Борис Аронович
- Шевцова, Лилия Фёдоровна